# Болтово (Чечерский район)
Болтово (бел. Болтава) — упразднённый посёлок в Ровковичском сельсовете Чечерском районе Гомельской области Белоруссии.
В результате катастрофы на Чернобыльской АЭС и радиационного загрязнения жители (30 семей) в 1992 году переселены в чистые места.

## География

### Расположение
В 17 км на юго-запад от Чечерска, 18 км от железнодорожной станции Буда-Кошелёвская (на линии Гомель — Жлобин), 41 км от Гомеля.

## Транспортная сеть
Транспортные связи по просёлочной дороге, затем по шоссе Довск — Гомель. Планировка состоит из прямолинейной улицы, ориентированной с юго-востока на северо-запад и застроенной двусторонне деревянными домами усадебного типа.

## История
Основан в начале XX века переселенцами из соседних деревень. Наиболее активная застройка приходится на 1920-е годы. В 1921 году создано коллективное хозяйство «Рассвет». В 1926 году в Холочском сельсовете Чечерского района Гомельского округа. В 1931 году организован колхоз. 13 жителей погибли на фронтах Великой Отечественной войны. Согласно переписи 1959 года входил в состав колхоза имени А. А. Жданова (центр — деревня Холочье).

## Население

### Численность
- 1992 год — жители (30 семей) переселены.

### Динамика
- 1926 год — 15 дворов 84 жителя.
- 1959 год — 95 жителей (согласно переписи).
- 1992 год — жители (30 семей) переселены.